# Cristallino d'Ampezzo
Il monte Cristallino d'Ampezzo (3.008 m s.l.m.) è una delle cime del gruppo del Cristallo nelle Dolomiti Ampezzane. Si trova in Veneto (provincia di Belluno).

## Caratteristiche
Il monte è collocato a nord-est di Cortina d'Ampezzo e ad ovest di Misurina proprio sopra il rifugio Guido Lorenzi in fondo al canalone Staunies. Si può raggiungere in seggiovia il Rifugio Sonforca e da qui con la cabinovia si arriva fino alla Forcella Staunies a 2918 metri. Dall'arrivo della cabinovia parte la scala in ferro che conduce alle corde fisse del Sentiero attrezzato Ivano Dibona. Seguendo una deviazione di questa via ferrata si può raggiungere la cima del Monte Cristallino con un percorso classificato di difficoltà EEA - A - II - F+. Ci sono anche delle vie di arrampicata che, con difficoltà alpinistiche più elevate, portano in vetta a questa montagna.

## Rifugi
Sul massiccio sono presenti sei edifici tra rifugi e ristoranti:
- rifugio Son Forca a 2.235 m;
- rifugio Guido Lorenzi a 2.932 m (chiuso dal 25 luglio 2016);
- ristorante Rio Gere a 1.680 m;
- ristorante Lago Scin a 1.336 m;
- ristorante Staulin a 1.370 m;
- ristorante Son Zuogo a 1.800 m.